# Epimecis mundaria
Epimecis mundaria là một loài bướm đêm trong họ Geometridae.